# Диабетическая стопа

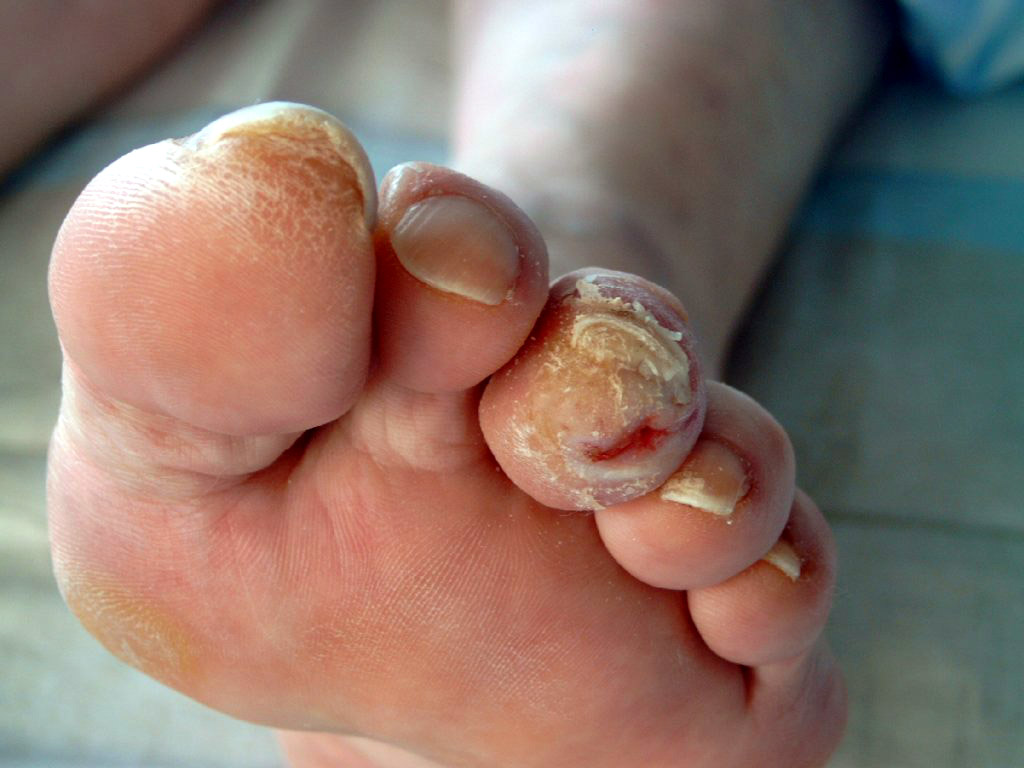
Диабетическая стопа

Синдро́м диабети́ческой стопы́ (диабети́ческая стопа́, англ. diabetic foot) — комплекс анатомо-функциональных изменений, развивающихся на фоне диабетической нейропатии, микро- и макроангиопатии, остеоартропатии, способствующих повышенной травматизации и инфицированию мягких тканей стопы, развитию гнойно-некротического процесса и в запущенных случаях ведущий к ампутации. Синдром диабетической стопы собирательное понятие, объединяющее группу поздних осложнений сахарного диабета, при которых развиваются патологические изменения стоп больного в виде гнойно-некротических процессов, язв и костно-суставных поражений, возникающие на фоне специфических изменений периферических нервов, сосудов, кожи и мягких тканей, костей и суставов. В ряде случаев понятие «диабетическая стопа» как самостоятельная нозологическая форма не используется, а указываются составляющие её заболевания (абсцесс, флегмона, гангрена и другие).

## Актуальность
Синдром диабетической стопы является основной причиной ампутаций конечностей при сахарном диабете. Поражены около 8-10 % больных сахарным диабетом, а 40-50 % из них могут быть отнесены в группы риска. В 10 раз чаще синдром диабетической стопы развивается у лиц со вторым типом сахарного диабета. По меньшей мере, у 47 % больных лечение начинается позднее возможного. Результатом являются ампутации конечностей, увеличивающие смертность больных в 2 раза и повышающие дальнейшую стоимость лечения и реабилитации больных в 3 раза. Совершенствование тактики диагностики, диспансеризации, лечения больных позволяют снизить частоту ампутаций у больных на 43-85 %.
Синдром диабетической стопы развивается у большинства больных сахарным диабетом 1 типа к 7-10 годам с начала болезни, у больных сахарным диабетом 2 типа может иметь место с начала заболевания. В 85 % случаев представлен язвами стоп разной тяжести. По оценкам исследований, частота проявления патологии в сообществе больных диабетом, в течение жизни составляет около 15% и может достигать пикового значения в 25%.

## Классификация
По форме
- Нейропатическая форма. Проявляется деструктивным процессом на стопе на фоне диабетической полиневропатии
- Нейроишемическая форма. Имеет место на фоне диабетической ангиопатии
- Остеоартропатическая форма
  - Острая стадия
    - рентген-негативный период
    - рентген-позитивный период

  - Подострая стадия
  - Хроническая стадия

По наличию осложнений
- Хроническая критическая ишемия конечности
- Язва, локализация, степень по Вагнеру (1-5)
- Синдром Менкеберга
- Патологический перелом
- Деформация стопы

## Группы риска
Примерно 40-50 % больных сахарным диабетом относятся к группам риска. Критериями отнесения больного в группу риска по синдрому диабетической стопы являются:
- явления периферической нейропатии,
- отсутствие пульса на артериях стоп,
- деформация стопы,
- выраженные гиперкератозы стопы,
- наличие язв, гнойно-некротических процессов, ампутаций в анамнезе.

Принято выделять три группы риска:
- I. Чувствительность сохранена во всех точках, пульсация на артериях стопы хорошая. Обследуются ежегодно.
- II. Чувствительность снижена, отсутствует дистальный пульс, имеются деформации. Обследуются раз в ½ года.
- III. В анамнезе — язвы и/или ампутации на стопе, значительная нейропатия. Обследуются раз в 3 месяца.

## Обследование
В обследовании больных с диабетической стопой применяется мультидисциплинарный подход.
Примерная программа обследования:
1. Выполняется всем больным при каждой консультации
- осмотр специалистов центра диабетической стопы: эндокринолога, хирурга c обязательной оценкой неврологического дефицита по шкале НДС, измерения порога вибрационной чувствительности (камертон, биотензиометр);
- консультация невролога;
- консультация офтальмолога (осмотр глазного дна);
- измерение лодыжечно-плечевого индекса (доплеровский аппарат);
- измерение транскутанного напряжения по кислороду;
- гликемический профиль и определение уровня гликозилированного гемоглобина;
- липиды крови: уровень холестерина, ЛПНП, триглицериды, ЛПВП.

2. У больных с отсутствием пульса на артериях стопы, снижением ЛПИ ниже 0,9, снижением ТсРО2 ниже 60, клиникой перемежающейся хромоты
- ультразвуковая доплерография и цветное дуплексное картирование артерий нижних конечностей;
- консультация ангиохирурга.

3. У больных с деформациями на стопе, выраженным гиперкератозом
- рентгенография стоп;
- консультация ортопеда.

4. У больных с язвенными дефектами стоп
- микробиологическое исследование раневого отделяемого (посев);
- рентгенография стоп (при язвенных дефектах 2 и выше степени по Вагнеру);
- общий анализ крови.

Согласно современным представлениям, однако, ЛПИ не даёт диагностической информации, и его применение нецелесообразно. Эти сведения, признанные уже частью научных сообществ , получены на основании компьютерной томографии артерий ног у более чем 700 человек . Кроме этого, любые показатели ЛПИ (высокие или низкие) при системных заболеваниях могут искажаться (происходит псевдонормализация, реверсия).

## Лечение

### Консервативное

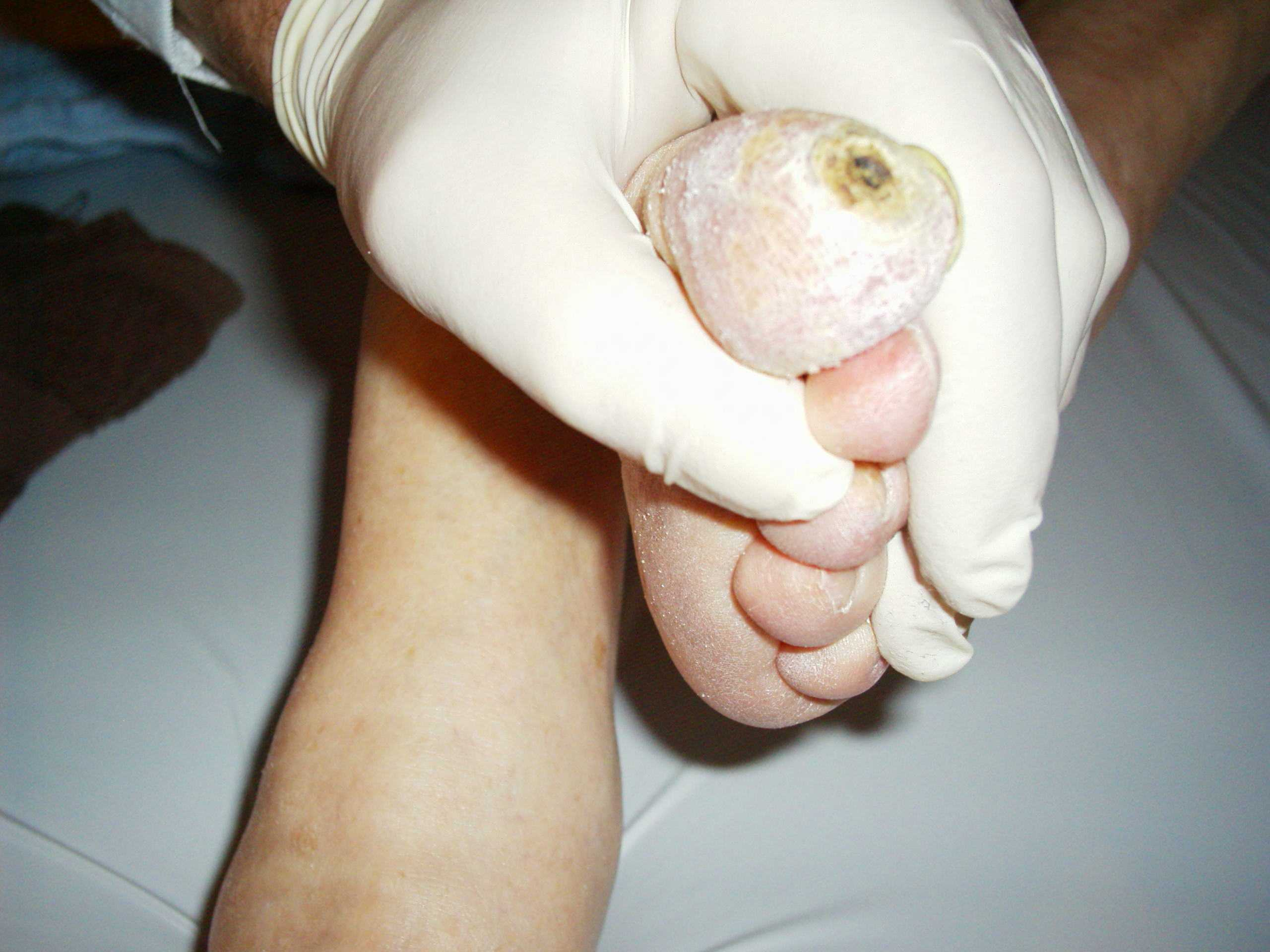
Диабетическая стопа, требующая проведения консервативной терапии

Терапия диабетической стопы включает базовые (обязательные для всех больных) и дополнительные (применяемые по показаниям) мероприятия
К базовым относятся:
- профилактика полинейропатии: контроль глюкозы, давления, гиперлипидемии;
- подиатрический уход за стопой;
- разгрузка стопы.

К дополнительным:
- антимикробная терапия (антибиотики широкого спектра действия, по результатам взятого материала из язв; дозировка индивидуальна);
- лечение болевого синдрома (обезболивающие препараты);
- лечение нейропатии;
- лечебная разгрузка и иммобилизация стопы;
- лечение ангиопатии путём улучшения кровотока;
- местное лечение язв и ран (местные антисептические и антибактериальные препараты).

### Антибактериальная терапия инфицированной диабетической стопы
На начальном этапе лечения выбор схемы антибиотикотерапии включает оценку спектра возможных микроорганизмов-возбудителей инфекции и степени выраженности ишемии конечности, и, кроме того, определение пути введения препарата.
При инфекциях легкой степени и неосложненных инфекциях средней степени тяжести рекомендуется пероральное назначение антибиотиков, активных в отношении аэробных грамположительных кокков и характеризующихся высокой биодоступностью при приеме внутрь (цефалексин, клиндамицин, линкомицин, ко-тримоксазол).
Для лечения тяжелых инфекций, а также распространенных, хронических инфекций средней степени тяжести для эмпирической терапии используют антибиотики с широким спектром действия. Схема лечения должна включать в себя препараты, активные как в отношении грамположительных кокков (в том числе и метициллинорезиистентного золотистого стафилококка), так и грамотрицательных бактерий и облигатных анаэробов (левофлоксацин, ципрофлоксацин, клиндамицин, имипенем, цефтазидим в комбинации с метронидазолом). Путь введения антибиотика должен быть парентеральным, в особенности на начальном этапе лечения, с целью быстрого достижения эффективной концентрации препарата в зоне язвенного дефекта.

### Оперативное

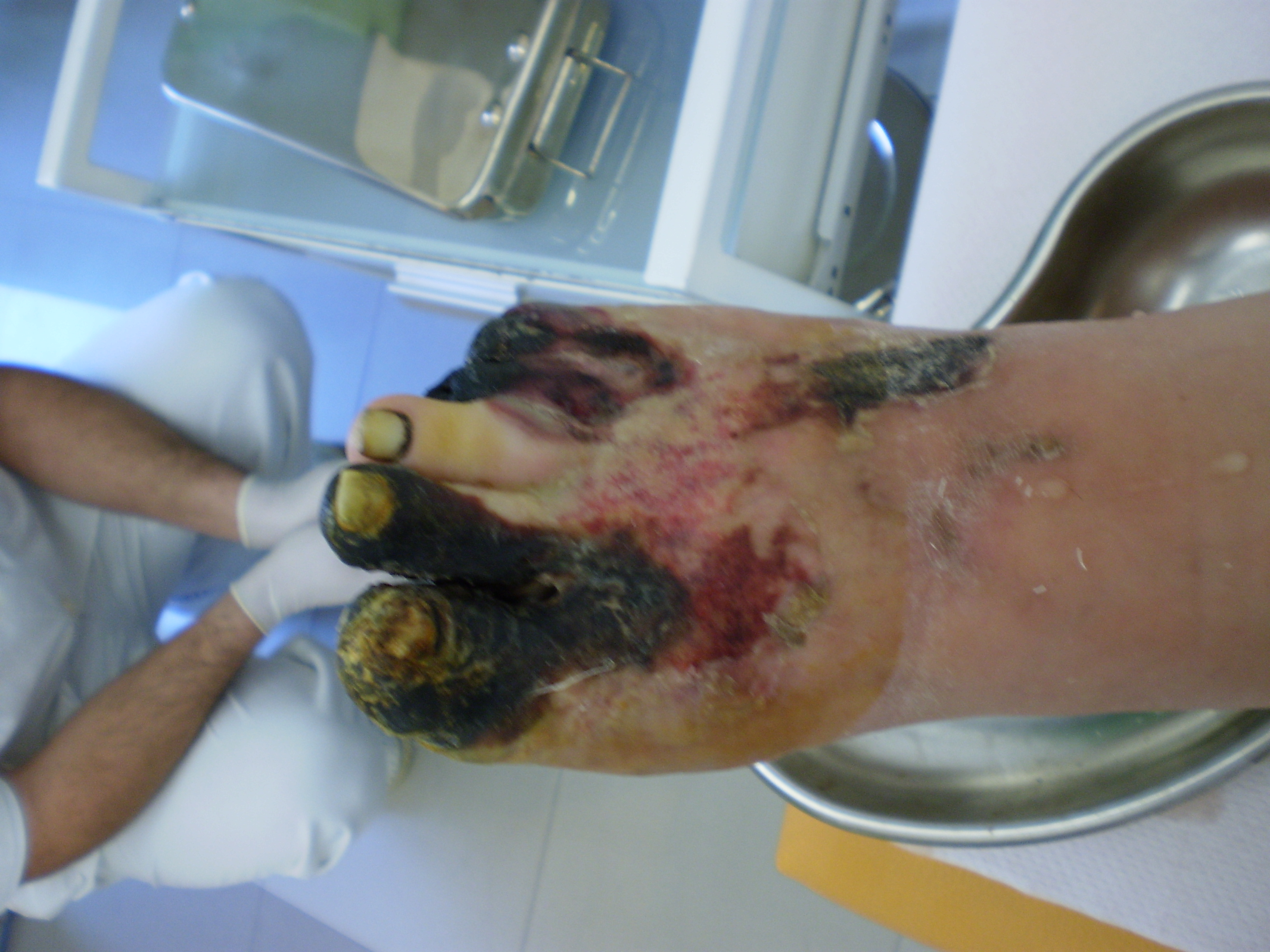
Запущенный случай диабетической стопы (гангрена пальцев), требующий хирургического вмешательства

Понятие хирургическое лечение диабетической стопы объединяет:
- вскрытие абсцессов, флегмон, некрэктомии;
- оперативные вмешательства с целью восстановления артериального кровоснабжения стопы — ангиопластика и стентирование артерий нижних конечностей, аутовенозное шунтирование, эндартерэктомия;
- ампутации и экономные резекции.

### Новые методы лечения
В мире постоянно исследуются новые методики терапии синдром диабетической стопы. Главными целями исследований является получение более эффективных и быстрых методов заживление ран, которые появляются как результат заболевания. Новые методы значительно снижают необходимость ампутаций конечностей, которая так велика при этом заболевании.
В Германии уже изучены и внедрены в практику целый ряд методов лечения диабетической стопы. На основании различных клинических исследований и апробаций новые методы терапии оценены мировым медицинским сообществом как очень перспективные.
К ним относятся:
- Метод экстракорпоральной ударно-волновой терапии;
- Терапия факторами роста;
- Лечение с помощью применения стволовых клеток[7];
- Терапия методом плазменной струи;
- Био-механический способ;

## Рекомендации больным
Основные рекомендации больным содержат ответы на следующие вопросы:
Что делать всегда?
- строго контролировать уровень глюкозы в крови, вовремя консультироваться у своего эндокринолога;
- отказаться от курения;
- носить хлопчатобумажные или шерстяные носки (не синтетические), свободную кожаную обувь;
- ежедневно проводить гимнастику для стоп, ходить не менее 2 часов;
- лечить у дерматолога грибковые поражения ногтей (потемнение, расслоение ногтя);
- не реже 1 раза в год (а при наличии изменений — 1 раз в месяц) обследоваться в отделении диабетической стопы.

Что делать каждым вечером?
- внимательно осмотреть стопы, используя зеркало для осмотра плохо доступных участков (при плохом зрении нужно воспользоваться помощью родных);
- вымыть ноги теплой (ни в коем случае не горячей) водой с детским мылом или слаборозовым раствором перманганата калия;
- тщательно высушить кожу личным полотенцем, особенно межпальцевые промежутки (промокать, а не тереть);
- смазать кожу смягчающим (витаминизированным, бактерицидным) кремом тонким слоем;
- межпальцевые промежутки обработать водкой;
- если нужно, очень аккуратно постричь ногти, оставляя их не очень короткими, состригая ноготь прямо (при плохом зрении самостоятельно стричь ногти запрещено).

Чего не делать?
- не ходить босиком, особенно на улице, в местах общего пользования;
- не парить ноги, не мыть их горячей водой;
- не пользоваться грелками;
- не делать солевых ванночек;
- не пользоваться мазевыми повязками без назначения врача;
- не применять средства для размягчения мозолей;
- не пользоваться чужими носками, обувью, не посещать общую баню;
- не подходить близко к открытому огню и нагревательным приборам;
- не обрабатывать ноги, не стричь ногти самостоятельно при плохом зрении;
- не заниматься самостоятельным лечением. Самостоятельно не лечить мозоли, потертости, натоптыши, гиперкератозы, трещины.

Когда обращаться к специалисту?
- при развитии вросшего ногтя;
- при ушибах, потертостях, ожогах;
- при потемнении пальцев, появлении болей в икрах при ходьбе и в покое;
- при потере чувствительности стоп;
- при ранах любого размера и любой причины;
- при язвах и нагноениях;
- когда подошёл срок, назначенный врачом отделения диабетической стопы, или возникли любые вопросы, касающиеся стоп.

## Прогноз
Развитие диабетической стопы (и тем более гангрены) очень опасно для здоровья человека. Несложные принципы профилактики, своевременно проводимые пациентами, в большинстве случаев позволяют избежать появления диабетических язв.
Сахарный диабет и его последствия, такие как диабетическая стопа — основная причина ампутаций ног.

## Профилактика
Основополагающие принципы профилактики развития диабетических язв:
- ежедневно мыть и тщательно промакивать кожу ног, избегать воздействия высоких температур (горячая вода, небезопасная близость ног к отопительным приборам), в случае развития диабетической нейропатии (особенно в стадии потери болевой и температурной чувствительности) температуру воды в ванной перед мытьём определять термометром, а не «пробовать ногой»;
- регулярно осматривать кожу стоп с целью раннего выявления потёртостей, волдырей-водянок, порезов и трещин, пользоваться зеркалом для осмотра подошвы;
- не пользоваться грелками (особенно электрическими) и не держать ноги в горячей воде (выше рекомендованной врачом температуры);
- не ходить босиком;
- не использовать мозольные пластыри;
- каждый день проверять обувь руками на наличие посторонних предметов и внутренних повреждений, способствующих появлению мозолей;
- не носить носки (чулки) со швами;
- никогда не надевать обувь без стелек и на босую ногу;
- правильно выбирать обувь: подбирать и носить только мягкую и просторную (широкую) обувь;
- не срезать появившиеся мозоли самостоятельно — при их появлении обращаться в отделение диабетической стопы, доверяя лечение специально подготовленному персоналу;
- срезать ногти на ногах только прямо (не полукругом!);
- в случае возникновения вросшего ногтя или выявления других травматических повреждений стопы немедленно обратиться к врачу.